# William Cholmondeley (3e marquis de Cholmondeley)
William Henry Hugh Cholmondeley, 3e marquis de Cholmondeley (/tʃ ʌ m l i /, 31 mars 1800-16 décembre 1884), est un pair britannique et un député conservateur.

## Famille et éducation

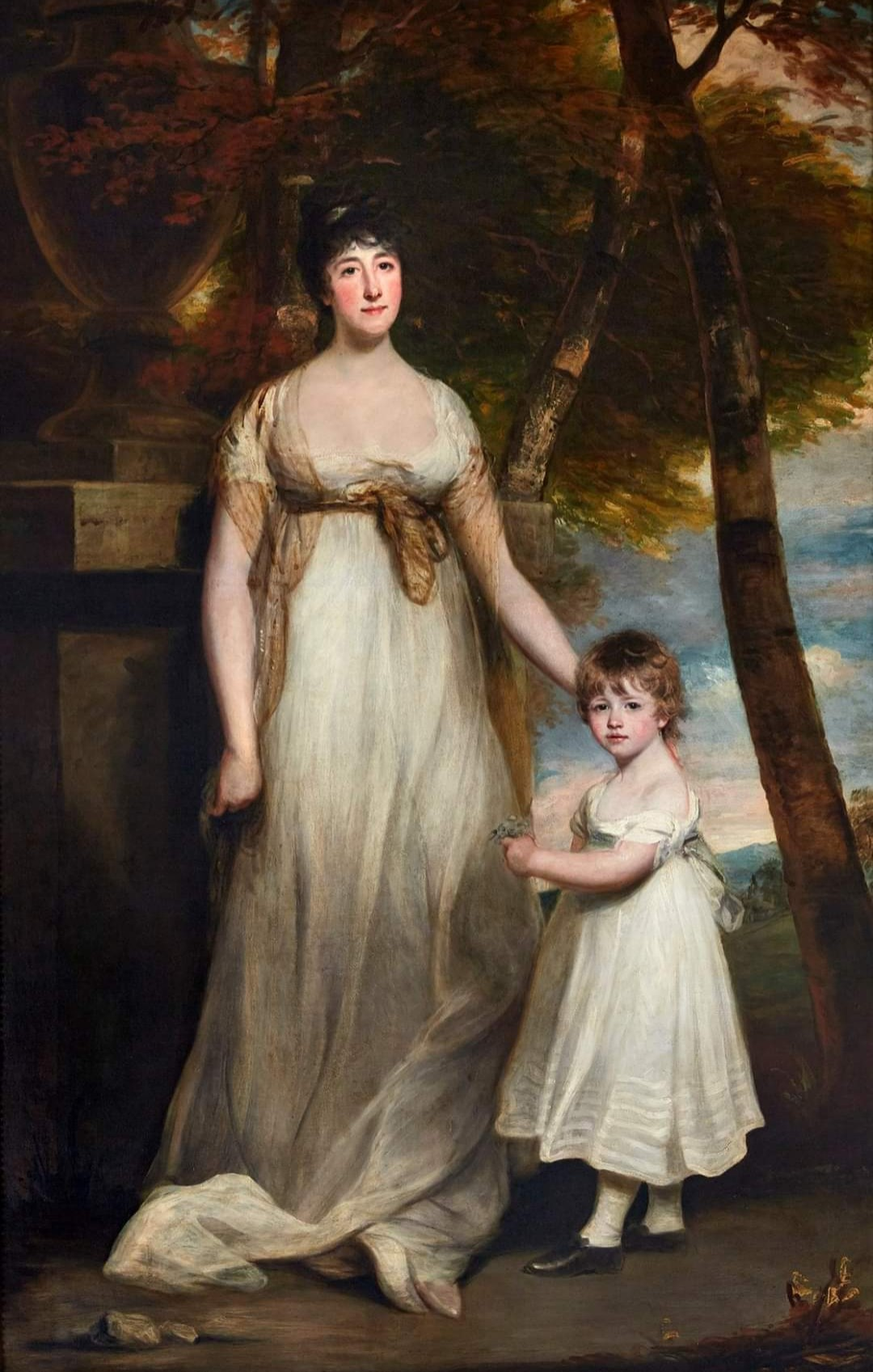
Lady Cholmondeley et son fils William Henry Hugh Cholmondeley, 3e marquis de Cholmondeley (1805), par Charles Turner

Il est le fils cadet de George Cholmondeley (1er marquis de Cholmondeley), qui est créé le premier marquis de Cholmondeley en 1815 et de Georgiana Charlotte, deuxième fille de Peregrine Bertie (3e duc d'Ancaster et Kesteven). Il est un descendant direct de Robert Walpole, le premier Premier ministre du Royaume-Uni,.
Comme son grand-père et son frère aîné, il fait ses études au Collège d'Eton. Il fréquente ensuite Christ Church, Oxford, mais il est apparemment parti sans diplôme, ce qui est relativement courant dans sa génération. Son frère aîné, George, succède à son père en 1827 en tant que 2e marquis de Cholmondeley.

## Carrière
En 1822, il est élu à la Chambre des communes pour Castle Rising, poste qu'il occupe jusqu'en 1832, année de l'abolition de la circonscription par le Reform Bill. Il est resté en dehors du Parlement pendant les vingt années suivantes. En 1852, il est élu à nouveau pour le South Hampshire, le représentant pour les cinq années suivantes, jusqu'en 1857.
Il est membre de la Canterbury Association depuis le 27 mars 1848.
En 1870, il devient le troisième marquis de Cholmondeley et rejoint la Chambre des lords.
L'un des fragments de l'ancien poste de Lord-grand-chambellan est revenu en héritage à la famille Cholmondeley par le mariage du premier marquis de Cholmondeley avec Lady Georgiana Charlotte Bertie, fille de Peregrine Bertie, 3e duc d'Ancaster et de Kesteven.

## Mariage et descendance

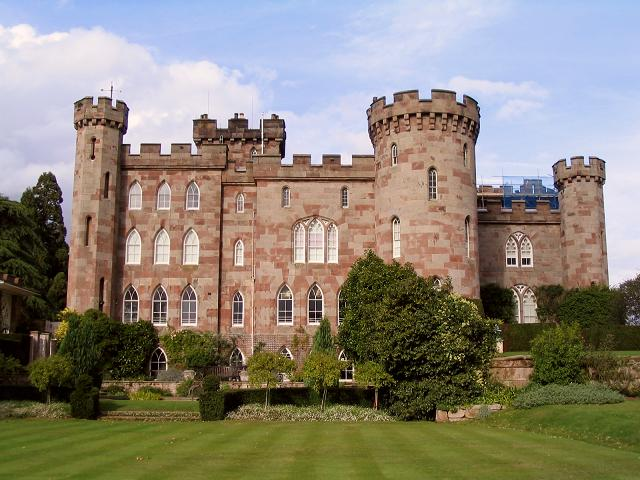
Château de Cholmondeley, Cheshire

Le 28 février 1825, il épouse Marcia Emma Georgiana Arbuthnot, fille de Charles Arbuthnot à Cholmondeley House, qui se trouvait alors à Piccadilly, à Londres. Ils ont huit enfants, :
- Marcia Charlotte Emma (22 novembre 1826 - 7 avril 1828)
- Charlotte Georgiana (4 février 1828 - 17 août 1912)
- Charles George (9 juillet 1829 - 7 décembre 1869)
- Marcia Susan Harriet (18 avril 1831 - 10 juin 1927)
- Henry Vere (4 octobre 1834 - 25 février 1882)
- Emma Caroline (11 novembre 1837 - 26 janvier 1839)
- Caroline Rachel (4 juillet 1840 - 11 mars 1863)

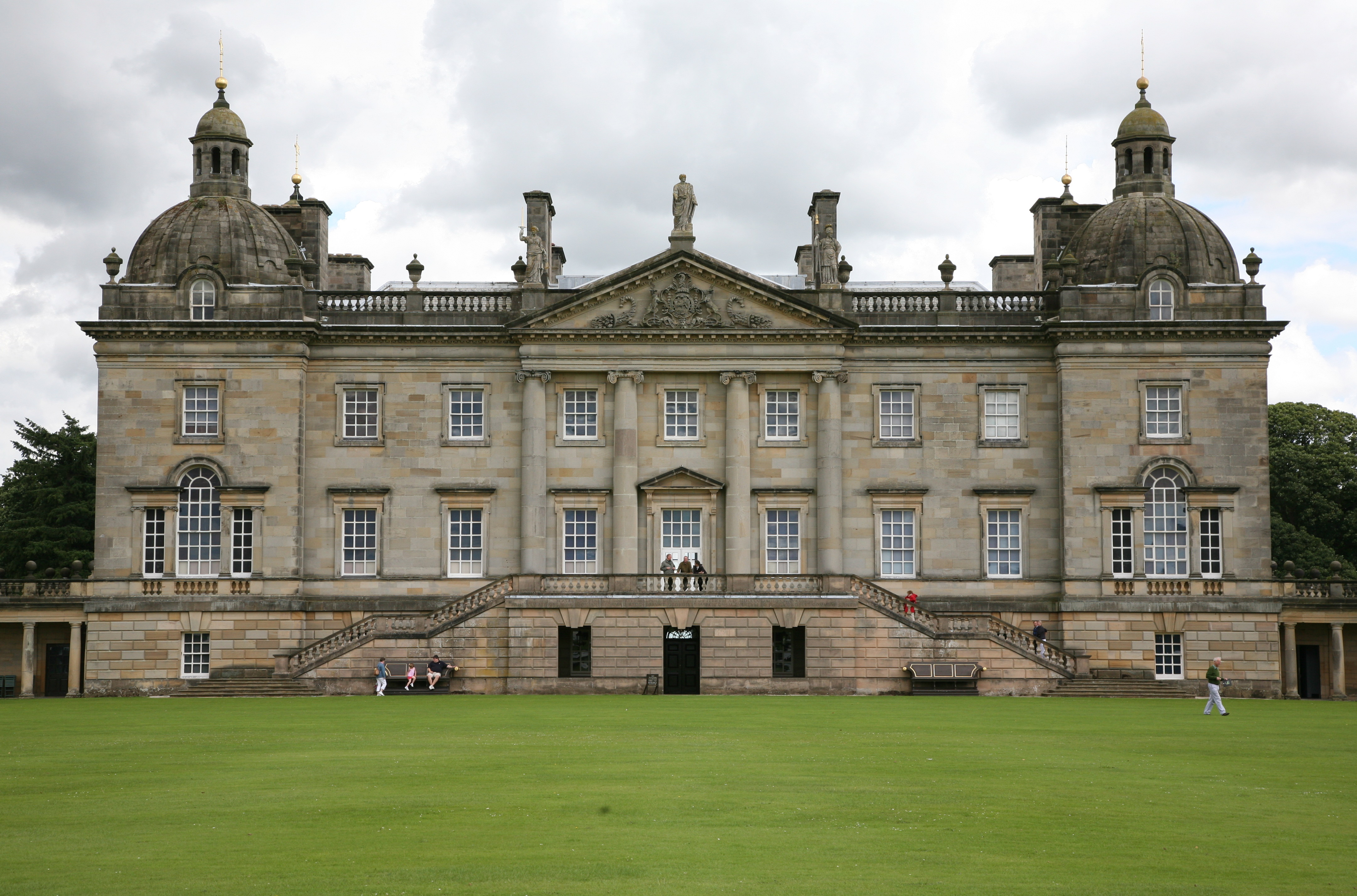
Houghton Hall, demeure ancestrale du marquis de Cholmondeley

Les sièges de la famille sont Houghton Hall, Norfolk, et le château de Cholmondeley, qui est entouré d'un domaine de 7 500 acres près de Malpas, Cheshire.
Le marquis est un quaker et a fermé toutes les brasseries du domaine.
La femme de Cholmondeley est décédée en 1878. Six ans après sa mort, il meurt à Houghton Hall, à l'âge de 84 ans. Comme ses deux fils sont décédés avant lui, son petit-fils, George Cholmondeley (4e marquis de Cholmondeley), lui succède. Il est le fils aîné de son fils aîné, Charles.
Houghton Hall est loué après sa mort en 1884 jusqu'en 1916, après quoi il est restauré par le 5e vicomte.